# Brackets
Brackets est un éditeur open source pour le web design et le développement sur des technologies Web telles que HTML, CSS et JavaScript. Le projet a été créé et est maintenu par Adobe, et est publié sous une licence MIT.
Il a été d'abord le projet qui servait de base à Adobe Edge Code, mais les projets ont fusionné, ce qui a permis à Brackets d'intégrer de nouvelles fonctionnalités liées à Adobe Creative Cloud.
L'éditeur supporte l'ajout d'extensions qui peuvent ajouter des fonctionnalités à l'éditeur. Celles-ci peuvent être développées dans Brackets lui-même avec HTML, CSS et JavaScript, étant donné qu'il est écrit avec ces trois langages. Il est également possible de développer des thèmes.

## Fonctionnalités
Brackets offre plusieurs fonctionnalités :
- Quick edit
- Quick docs
- Live preview
- JSLint
- Support de LESS
- Intégration d'un débuggeur JavaScript
- Open source
- Extensibilité

## Quick edit
Quick edit est une fonctionnalité offrant aux développeurs de modifier, directement en ligne, du code CSS, JavaScript. Cette fonctionnalité intégrée peut être appliquée à plusieurs fonctions ou propriétés simultanément et toutes les mises à jour sont appliquées directement sur le fichier associé avec les éléments modifiés.
- Fichier HTML : applique une édition rapide sur des éléments HTML pour permettre d'afficher toutes les propriétés CSS correspondantes sous l'élément sélectionné. Les utilisateurs ont la possibilité de créer de nouvelles règles CSS directement dans l'éditeur et d'éditer une propriété CSS de l'élément sans quitter le fichier HTML.
- Fichier JavaScript : sur des fonctions JavaScript, la fonctionnalité permet la même interaction que la modification d'un élément HTML, mais affiche le code contenu dans la fonction. Toutes les mises à jour du code contenu dans la fonction seront mises à jour automatiquement dans le fichier.
- Fichiers contenant des propriétés de couleurs RGB ou hexadécimales : pour les propriétés liées aux couleurs, Quick Edits affiche une boîte de prévisualisation de la couleur avec la possibilité de régler celui-ci.

## Live preview
En utilisant la fonctionnalité live preview, le navigateur web interprète immédiatement le code source modifié sous Brackets sans pour autant recharger la page.
Il existe deux scénarios :
- Sans serveur : en utilisant live preview, Brackets démarre un serveur, lance une instance de Google Chrome et affiche le fichier HTML. Cela représente comme avantage de n'avoir aucun serveur à fournir.
- Avec serveur : avec un serveur, Brackets lance une instance de Google Chrome et afficher le fichier HTML provenant du serveur. En conséquence, le navigateur web n'est pas en mesure de mettre à jour l'affichage lors d'une modification du code HTML (ou tout autre code) et d'afficher en surbrillance les éléments.

### Fonctionnalités
- Mise à jour du code HTML et CSS, dans le navigateur web, en temps réel sans rechargement ;
- Surbrillance des éléments : le ou les éléments sélectionnés sur Brackets sont affichés en surbrillance dans le navigateur web.

### Limitations
La fonctionnalité présente des limitations :
- Google Chrome est le seul navigateur à être pris en charge ;
- En ouvrant les outils de développement de Google Chrome, Brackets ferme les connexions offrant la possibilité de modifier la page en temps réel ;
- Tous les fichiers visualisés doivent être dans un répertoire ouvert par Brackets ;
- Seuls les fichiers HTML peuvent être prévisualisés ;
- Lorsque la syntaxe HTML est invalide, la mise à jour en temps réel est mise en pause jusqu'à que le ou les erreurs de syntaxes soient résolues.

## Extensions
Les développeurs peuvent développer des extensions, en utilisant les langages HTML, CSS et JavaScript, pour étendre les fonctionnalités de Brackets. Leurs extensions peuvent être trouvées et installées depuis le gestionnaire des extensions ou depuis le site Brackets Extension Registry.